# Ослив
Ослив (укр. Ослів) — правый приток реки Уж, протекающий по Коростенскому району Житомирской области Украины. Является магистральным каналом осушительной системы.

## География
Длина — 15 км. Площадь бассейна — 80,8 км². Является магистральным каналом осушительной системы и служит водоприёмником системы. Большая часть русла выпрямлено в канал (канализировано) шириной 7-10 м и глубиной 1,5-2 м.
Берёт начало на заболоченном массиве (урочище Мох Рябого), что южнее села Великие Клещи. Река течёт на север-запад. Впадает в реку Уж (на 114-м км от её устья) юго-восточнее пгт Народичи.
Пойма занята болотами, лесами (доминирование сосны). Протекает по территории Древлянского природного заповедника.
Населённые пункты на реке (от истока к устью): 
1. Великие Клещи[1]
2. Малые Клещи[5]